# Madeline (1998)
Madeline (bra Madeline) é um filme franco-estadunidense de 1998, dos gêneros aventura e comédia dramática, dirigido por Daisy von Scherler Mayer, com roteiro de Mark Levin, Jennifer Flackett e Malia Scotch Marmo baseado no romance Madeline, de Ludwig Bemelmans.

## Elenco

### As crianças
- Hatty Jones (Madeline)
- Rachel Dennis (Lucinda)
- Eloise Eonnet (Sylvette)
- Morgane Farcat (Marie-Odile)
- Pilar Garrard (Beatrice)
- Emilie Jessula (Elisabeth)
- Alice Lavaud (Veronica)
- Christina Mangani (Chantal)
- Jessica Mason (Serena)
- Alix Ponchon (Lolo)
- Bianca Strohmann (Vicki)
- Clare Thomas (Aggie)
- Kristian De La Osa (Pepito)

### Adultos
- Frances McDormand (senhora Clavel)
- Nigel Hawthorne (Lorde Covington ou Cuckoo Face)
- Stephane Audran (senhora Covington)
- Arturo Venegas (embaixador espanhol)
- Katia Caballero (embaixadora espanhola)
- Chantal Neuwirth (Helene, a cozinheira)
- Ben Daniels (Leopold, o tutor)
- Julien Maurel (Popovov n.º 1)

## Sinopse
Quando morre a dona da casa onde funciona o orfanato, Madeline e suas onze amigas farão de tudo para impedir que seu lar seja vendido.